# Árabe dhofarí
El árabe dhofarí (también conocido como Dhofari, Zofari) es una variedad de árabe hablado en Salalah, Omán y las regiones costeras circundantes (gobernación de Dhofar).